# Muzeul Aurului din Brad

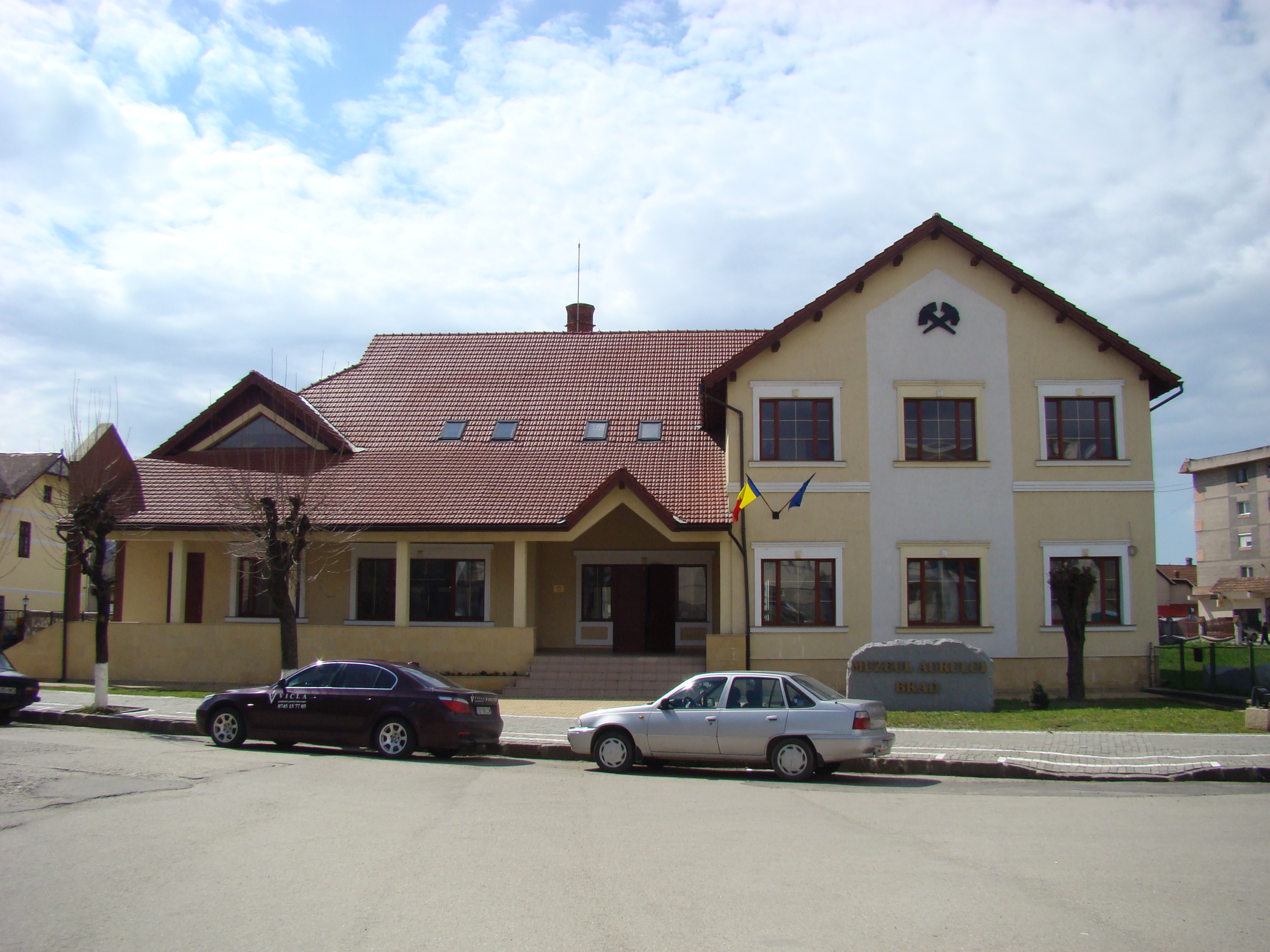
Muzeul Aurului din Brad, foto: aprilie 2013.

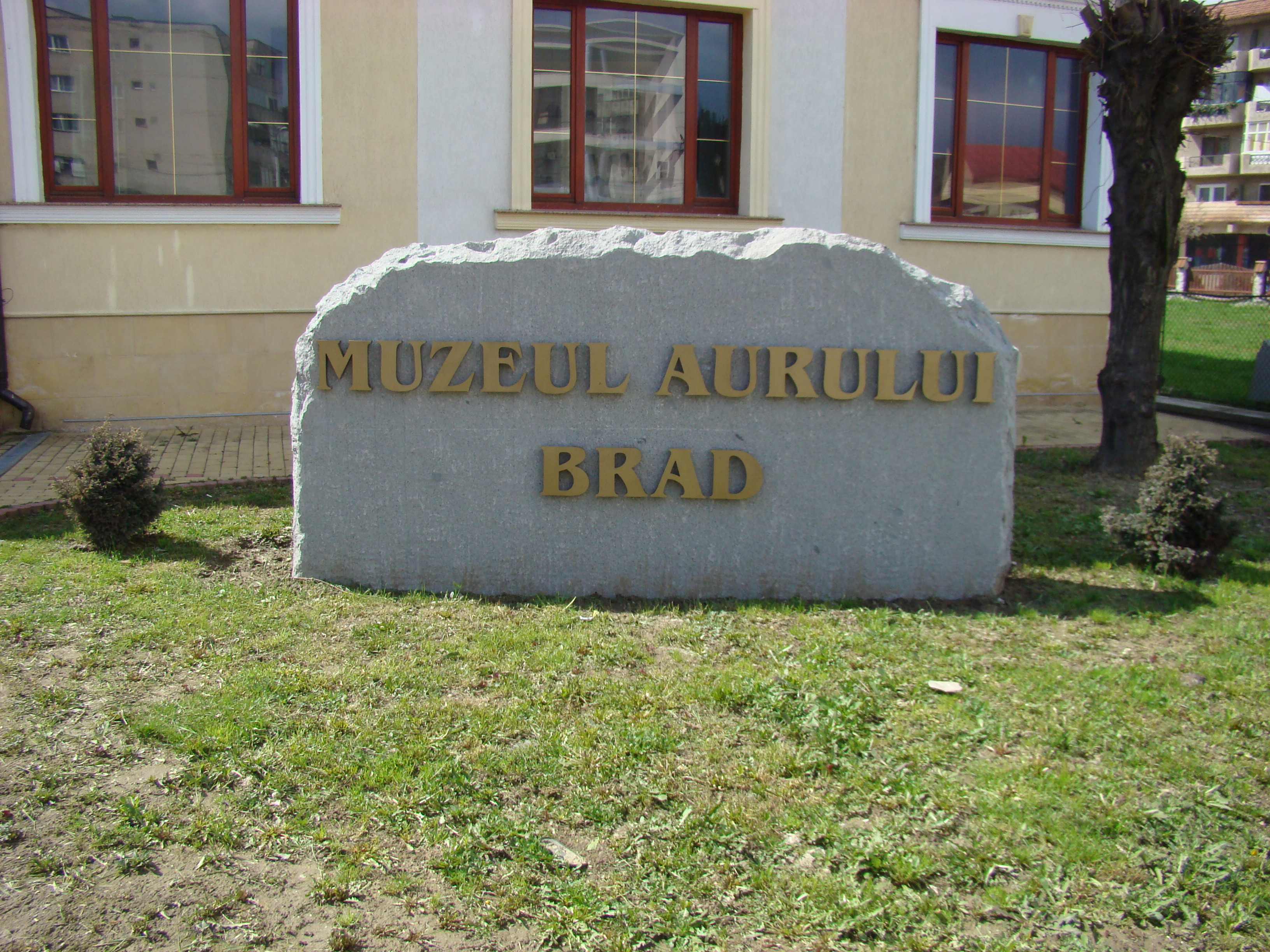

Colecția mineralogică din Brad (str. Independenței 3), cunoscută sub denumirea de Muzeul Aurului, este cea mai mare colectie din Europa. 

## Istoric și descriere
Muzeul Aurului din Brad a fost înființat în 1896 când un geolog neamț a strâns câteva piese găsite în minele din zonă. În cursul anilor la Muzeul aurului de la Brad s-a adunat cea mai mare colecție de piese din aur nativ din Europa. Remarcabile sunt exponatele cu aur nativ, originare din Munții Metaliferi. Printre  formele cele mai spectaculoase sunt steagul dacilor, șopârlele din aur și un cristal pentagonal, unic în lume. Colecția are peste 1.300 de exponate din aur găsite în minele din țară și din toată lumea. Niciunul din exponate nu a fost prelucrat de vreun meșter aurar sau bijutier, acesta fiind unul dintre elementele speciale care definesc unicitatea Muzeului. Acesta a fost renovat timp de 5 ani și redeschis publicului în decembrie 2012.  
Colecția cuprinde:
- obiecte arheologice descoperite în zona Brad - Crișcior care dovedesc existența omului în urmă cu 5000 de ani și a unei activități de extragere a aurului de 2000 de ani. Uneltelor și obiectelor vechi folosite la extragerea și prelucrarea minereului aurifer, specifice ultimelor două secole, li se alătură și imagini fotografice sugestive privind aceste activități.
- aurul într-o ipostază inedită, aceea de minereu: fin dispersat, liber sau concrescent cu alte minerale, lamele, filamente, dendrite, granule și rarele combinații chimice naturale ale aurului cu telurul, între care silvanit și nagyagyt s-au identificat pentru prima dată în lume în zăcăminte din Munții Apuseni.
- zăcămintele din zona Bradului forme spectaculoase care sugerează vizitatorului plante, animale sau alte obiecte: frunze, flori, șarpe, cățel, aripi de pasăre, tun, harta României.
- 800 exponate provenind din foarte multe țări, organizate pe criterii științifice: noțiuni generale despre minerale, geneza acestora, proprietăți fizice după care pot fi determinate, compoziție chimică: sulfuri metalifere, săruri halogenate, oxizi, săruri oxigenate (carbonați, sulfați, silicați, etc). Câteva dintre aceste minerale au fost identificate pentru prima oară în lume în zăcăminte din România.